# نیروگاه تلمبه ذخیره‌ای تونگبای
نیروگاه تلمبه ذخیره‌ای تونگبای (به لاتین: Tongbai Pumped Storage Power Station) یک نیروگاه ذخیره تلمبه‌ای در چین است که در Tiantai County, Zhejiang Province واقع شده است.